# Philodromus otjimbumbe
Philodromus otjimbumbe är en spindelart som beskrevs av Lawrence 1927. Philodromus otjimbumbe ingår i släktet Philodromus och familjen snabblöparspindlar.
Artens utbredningsområde är Namibia. Inga underarter finns listade i Catalogue of Life.